# Ian Burnett
Ian Duncan Burnett (né le 28 février 1958) est un juge britannique et l'actuel Lord juge en chef d'Angleterre et du pays de Galles.

## Jeunesse et éducation
Burnett est né le 28 février 1958. Il fait ses études au St John's College de Portsmouth et étudie la jurisprudence au Pembroke College d'Oxford, où il devient membre honoraire en 2008 .

## Carrière juridique
Il est admis au barreau de Middle Temple en 1980 et y est conseiller en 2001. À partir de 1982, il exerce au Temple Garden Chambers, occupant le poste de chef de cabinet à partir de 2003. Il est nommé conseiller de la reine en 1998. Il pratique principalement le droit public et administratif, plaidant sur l'enquête sur l'Incendie de King's Cross en 1987, l'enquête sur les condamnations des Quatre de Guildford, les enquêtes sur les accidents ferroviaires de Southall en 1997 et de Ladbroke Grove en 1999, et les enquêtes après la mort en 1997 de Diana, princesse de Galles et Dodi Al-Fayed.
Burnett est assistant recorder de 1998 à 2000, puis recorder jusqu'en 2008. Il est également juge suppléant de la Haute Cour à partir de 2008. Il est nommé juge de la Haute Cour en 2008, dans la Division du Banc de la Reine. Burnett est fait chevalier le 7 novembre 2008. Il siège au tribunal administratif et est juge président du circuit de l'Ouest de 2011 à 2014. Il est promu à la Cour d'appel en 2014, devenant Lord Justice of Appeal.
En juillet 2017, il est nommé à la place de Lord Thomas de Cwmgiedd en tant que Lord juge en chef d'Angleterre et du pays de Galles et prend son poste le 2 octobre 2017 .
Agé de 59 ans, il est le plus jeune Lord Chief Justice depuis Hubert Parker en 1958. Le 12 octobre 2017, il reçoit une pairie à vie  et est créé baron Burnett de Maldon, de Maldon dans le comté d'Essex, le 30 octobre 2017 .